# Maître de l'Épître d'Othéa
Le Maître de l'Épître d'Othéa est un maître anonyme enlumineur actif au début du XVe siècle. Il doit son nom à l'exemplaire du duc Jean de Berry de l'Épître d'Othéa de Christine de Pizan conservé à la Bibliothèque Nationale de France (sous le numéro 606) dont il est l'un des trois enlumineurs, avec le Maître d'Egerton et le Maître au safran.

## Éléments biographiques et stylistiques

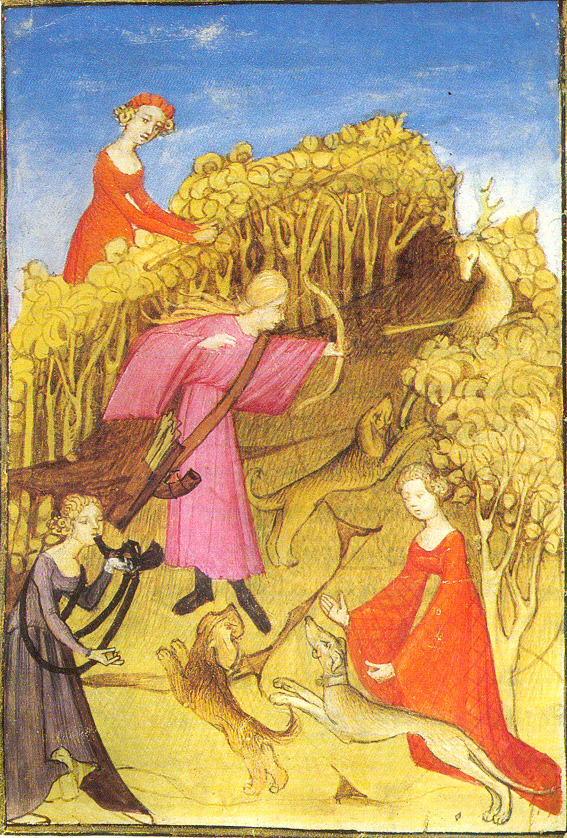
Diane chasseresse : miniature de l'exemplaire de la BNF Français 606 de l'Épître d'Othéa (feuillet n°30 recto)

Le peintre, d'origine vraisemblablement lombarde, a sans doute subi l'influence de Giovannino dei Grassi (mort en 1398).

## Manuscrits attribués
- Mutacion de Fortune de Christine de Pizan, Bibliothèque royale de Belgique, Bruxelles, Ms.9508
- Le livre de l'advision Cristine de Christine de Pizan, BRB, Ms.10309
- Mutacion de Fortune de Christine de Pizan, Musée Condé, Chantilly, Ms.494
- Mutacion de Fortune de Christine de Pizan, Bibliothèque royale, La Haye, Ms.78 D 42
- Corps de policie de Christine de Pizan, Bibliothèque de l'Arsenal, Ms.2681
- L'Épître d'Othéa, Bibliothèque nationale de France, Fr.606